# Туман (политическое владение)
Туман — средневековое политическое образование на территории современного Дагестана. Точная локализация не установлена. Среди историков существует несколько версий относительно его локализации.

## Локализация территории
По мнению Магомедова Р. М., Туман — владение, населённое лакцами. По другой же версии оно находится в равнинном Дагестане, у реки Сулак. Лавров определил Туман как Тюмень, то есть как предшественника «старинного кумыкского владения Тюменского с приморским городком Тюменем, со смешанным населением из кумыков, кабардинцев, ногаев, астраханских и казанских татар и персидских тезиков». Владение Тюмень располагалось у реки Сулак в Дагестане и соответствует упомянутому Халифой ибн Хаяятом в VIII веке владению Туман. Бакиханов также связывает Тюмень с «туман-шахом» восточных источников. Наконец есть предположение, что оно располагалось на территории современного расселения даргинцев.
Ещё до разгрома Хазарии (737 год), в 735 году халифатский полководец Мерван предпринял поход против правителя Тумана. Названный правитель, туманшах, попал тогда в плен, был отослан к халифу Хишаму, но затем возвращён назад, в своё государство. Марван не смог взять штурмом столицу Сарира, однако, заключив соглашение с правителем авар, якобы направился на север, во владение Туман. В любом случае он отправился в путь и вскоре достиг крепости под названием Туман, с правителем которой заключил перемирие. Далее шло владение Хамзин, получившее такое же предложение, после чего Марван стал покорять одну крепость за другой в странах ас-Сарир, Хамзин, Туман и Шандан, а также те, до которых добрался. Затем он возвратился назад и остановился в городе Эль-Бабе, где его «захватила зима». В частности полководец Марвана — Исхак ибн Муслим ал-Укайли — захватил несколько крепостей правителя Тумана и произошло «разрушение его земли».
Жители Тумана по итогам вторжения Халифата были обязаны поставлять 500 юношей, 150 девушек и 20000 мер зерна. К XI веку это владение более не упоминается, и по предположению Магомедова Р. М. включается в состав Гумика.